# Salinas (Málaga)
Salinas es un barrio periférico perteneciente al distrito Puerto de la Torre de la ciudad andaluza de Málaga, España. Está situado en el lado oeste de la calle Lope de Rueda, principal eje viario de la zona alta del distrito. Según la delimitación oficial del ayuntamiento, limita al oeste con los barrios de Fuente Alegre y Las Morillas-Puerto de la Torre; al sur, con el barrio de Las Morillas 2; y al este, con el barrio de Puertosol. Al norte limita con terrenos no edificados junto a la Hiperronda de circunvalación.

## Transporte
En autobús queda conectado por las siguientes líneas de la EMT: 
| Línea | Trayecto                               | Recorrido | Frecuencia                              |
| ----- | -------------------------------------- | --------- | --------------------------------------- |
| 21    | Alameda Principal - Puerto de la Torre | Recorrido | 12 minutos                              |
| N4    | Alameda Principal - Puerto de la Torre | Recorrido | 23.30, 1.00 (Alameda) 0.15 (Pto. Torre) |